# Nachal Cofim
Nachal Cofim (hebrejsky: נחל צופים) je vádí v Judských horách na Západního břehu Jordánu, respektive ve Východním Jeruzalému, který byl po roce 1967 anektován k Izraeli.
Začíná v nadmořské výšce téměř 800 metrů na západních svazích hory Skopus v severní části Jeruzaléma, respektive na území Západního břehu, které Izrael anektoval do městských hranic Jeruzaléma. Fakticky je území připojeno k Izraeli, protože Izraelská bezpečnostní bariéra a palestinské osídlení leží až severně a západě odtud a v okolí je souvislá židovská zástavba. Vádí směřuje k západu prudce se zahlubujícím údolím se zalesněnými svahy. Podél údolí vede dálnice číslo 1. Dochovaly se tu četné pozůstatky starobylého osídlení včetně pohřebních jeskyň z období druhého chrámu. Ze severu míjí vádí čtvrtě Giv'at ha-Mivtar a Ramat Eškol, z jihu čtvrť Ramat Šlomo. Pak se na jižní straně k vádí přibližuje na dotyk území vlastního Izraele s čtvrtí Sanhedrija a průmyslovou zónou Har Chocvim. Zleva přijímá boční vádí Nachal Sanhedrin. Potom Nachal Cofim ústí zleva do potoka Sorek. Dálnice číslo 1 se zde poblíž kříží se severojižní dálniční komunikací Sderot Menachem Begin. Severně od soutoku se rozkládá lesopark Ja'ar Ramot.